# Дмитриев, Алексей Викторович
Алексе́й Ви́кторович Дми́триев, известный как Алёша Дмитриев (31 января 1956, Москва — 4 июня 2015, Пугачёв, Саратовская область) — российский поэт и писатель, художник, кинорежиссёр и сценарист.

## Биография
Алексей Дмитриев родился в Москве в 1956 году в семье учёных.
Учился в московской школе №444 (с математическим уклоном).
В 1972 году, в возрасте 16 лет, окончил вечернюю школу и поступил в Московский инженерно-строительный институт (МИСИ).
В 1980 году поступил в Щукинское училище на актёрский факультет, где проучился 3 года.
В 1983 году поступил во Всесоюзный государственный институт кинематографии (ВГИК) в мастерскую Марлена Хуциева, закончил в 1988 году с дипломом режиссёра игрового кино и телевидения.
Его дипломной работой стал короткометражный игровой фильм «Вербена», где главные роли сыграли такие выдающиеся актёры как Эдда Урусова и Альберт Филозов. Фильм был признан одной из лучших дипломных работ ВГИКовцев своего десятилетия, и был отмечен французской Академией кино.
Вышедшая в начале 1990 года в издательстве «Малыш» книга детских стихов Алексея Дмитриева «Мистер Смокли и монокль» была проиллюстрирована автором, и напечатана колоссальным тиражом — 500 000 экземпляров.
В 1990 году Алексей Дмитриев репатриировался в Израиль, работал ведущим на радио, был автором и ведущим детской программы «Фалафель».
Прожив три года в Израиле, в 1993 году переехал в Бельгию, где до 2014 года проживал в Брюсселе.
В 2014 году возвратился в Россию, женился и поселился в г. Пугачёв Саратовская область.
Подавал поддержанное ПЕН-клубом и лично его главой, писателем Андреем Битовым, ходатайство о получении российского гражданства, но не успел его получить, так как 4 июня 2015 года скончался от скоротечного онкологического заболевания.
Алексей Дмитриев был трижды женат, стал отцом пятерых детей.

## Отзывы
«…наш соотечественник, самобытный поэт и художник Алексей Викторович Дмитриев <…> его творческое наследие заслуживает изучения и работы с ним».— писательАндрей Битов 

«Говорить про такого человека один час — это очень мало. Потому что он настолько разносторонний, и богатый, и удивительный человек… Это один из самых талантливых людей, которых я встречал в своей жизни, а я их много встречал. Единственная, наверное, область, в которой Алёша себя не отметил — ну, может быть музыка, хотя его стихи так музыкальны, что можно сказать, что он и музыкант в каком-то смысле этого слова…»— поэтАндрей Усачёв

## Творческий путь
Будучи разносторонне одарённым человеком, Алексей Дмитриев проявил себя в многих видах и жанрах искусства.
В юности он увлекался театром и входил в круг так называемой «таганской молодёжи» — компании молодых людей, бывших поклонниками и «оруженосцами» звёзд Театра на Таганке.
Позднее, тесно дружил и соавторствовал с «детскими» поэтами круга Эдуарда Успенского — Андреем Усачёвым, Тимом Собакиным и Мариной Собе-Панек
Творческое наследие А. В. Дмитриева включает книги для детей и для взрослых, несколько кинофильмов, которые он поставил по собственным сценариям, большое количество живописных и графических работ, пьесы и стихи.
По мнению писателя Андрея Усачёва, на 2016 год «наследие Алёши Дмитриева опубликовано процентов на двадцать, а восемьдесят процентов ещё никому не известно».

### Книги Алексея Дмитриева
- 1990 г. «Лесные музыканты» — Тим Собакин, Алексей Дмитриев, Марина Собе-Панек (Москва, издательство «Малыш», тираж 300 000 экз.)
- 1990 г. «Скромный Кузьма» — Алексей Дмитриев (Москва, издательство «Малыш», ISBN 5-213-00547-0)
- 1990 г. «Мистер Смокли и монокль» — Алексей Дмитриев (Москва, издательство «Малыш», тираж 500 000 экз.)
- 2011 г. «Про кошек и мышек» — Алёша Дмитриев (Москва, издательство «Клевер-Медиа-Групп», ISBN 978-5-91982-052-9)
- 2013 г. «Английские джентльмены» — Алёша Дмитриев (Москва, издательство «Октопус», ISBN 978-5-94887-101-1)
- 2015 г. «Как поймать мамонта» (совместно с Андреем Усачёвым) (Москва, издательство «Азбука», ISBN 978-5-389-08726-2)
- 2016 г. «Этот древний-древний-древний мир!» В 2-х томах (совместно с Андреем Усачёвым) (Москва, издательство «Время», ISBN 978-5-9691-1514-9)
- 2018 г. «Как поймать мамонта» (совместно с Андреем Усачёвым) (Москва, издательство «Время», ISBN 978-5-9691-1732-7)

### Аудиокниги
- 2017 г. «Уроки истории» (CDmp3, Авторы: Андрей Усачёв и Алёша Дмитриев, читает Ефим Шифрин) (Москва, издательство «Ардис», ISBN 4607031769317)

## Живопись
Дмитриев рисовал и занимался живописью с детских лет. Точное количество его работ неизвестно, их много и они рассеяны по миру.
Начиная с 1975 года участвовал в выставках неофициальных художников примыкавших к  Московскому горкому художников-графиков, с 1979 года член "Горкома". В 1980 году Алексей Дмитриев вступил в Московский союз художников (МСХ). В 1990 году был принят в Союз художников Израиля.
Поселившись в Бельгии, стал членом Belgian Society of Authors, Composers and Publishers (SABAM), секция живописи.
Его рисунки и картины широко экспонировались. В период с 1990 по 2013 годы состоялось 17 персональных выставок живописи и графики Алексея Дмитриева. В Брюсселе - в галереях "Giraffe" и "Sablon", а так же в культурных центрах Saint-Gilles, Ukkel и Forest. И в других городах - Берлине, Тель-Авиве, Назарете, Иерусалиме, Лондоне, Сиднее и Париже. По словам самого художника, общее число коллективных выставок в которых он участвовал, приближается к сотне. Ныне около 150 графических и живописных работ Алёши Дмитриева находятся в частных коллекциях в США, Израиле, Бельгии, Латвии и России. В брюссельском музее Art Brut находятся две его работы, Центр Помпиду (Париж) приобрёл три картины Дмитриева.

## Кинематограф

### Фильмы, поставленные Алексеем Дмитриевым
- «В среду, как обычно…»[7] (ВГИК, курсовая работа, 1987)
- «Вербена»[8] (киностудия им. Горького, дипломная работа в мастерской М. Хуциева, 1988, режиссёр, сценарист);

#### Работы на киностудии «Центрнаучфильм»
- «Качели, качели, качели…»[9] (1987, короткометражный фильм-мюзикл, в увлекательной форме объясняющий детям физическую природу колебаний. Режиссёр, автор текстов песен);
- «Принцесса и Людоед» (1989, музыкальный фильм-сказка для детей, режиссёр);
- «Автопортрет»[10] (1989, актёр, режиссёр, автор сценария, автор стихов).
- «Возвращение в Белый альбом» (1990, документальный, режиссёр, сценарист);

#### Работы, снятые в эмиграции
- «Save Energy»[11] (короткометражный, игровой, Бельгия, 2011, режиссёр, сценарист)

### Прочее
- В 2014 году Алексей Дмитриев снялся в документальном проекте режиссёра Даниила Дубшина о «русском Вийоне», поэте Сергее Чудакове, с которым он был знаком в 70-е годы XX века.
- Дмитриев активно работал для российского телевидения, был соавтором сценариев сериалов «Понять и простить», «Детективы», «Федеральный судья», «След».

## Память
31 января 2016 года, в день 60-летия Алексея Дмитриева, в Российской государственной детской библиотеке (РГДБ) состоялся посвящённый этой дате юбилейный вечер. Стихи и песни Алёши читали и пели поэты Андрей Усачёв и Тим Собакин; был продемонстрирован кинофильм «Принцесса и Людоед»  киностудии «Центрнаучфильм», в котором Дмитриев был режиссёром.
В городе Пугачёве регулярно проводятся межмуниципальные Дмитриевские чтения, в местном краеведческом музее создана постоянная экспозиция, посвященная творчеству Алексея Дмитриева.